# Alan Heusaff
Alan Heusaff, Pierre-Alain Heussaff (ur. 23 lipca 1921 r. w Saint-Yvy, zm. 3 listopada 1999 r. w Spiddal) – bretoński lingwista, publicysta i działacz narodowy, członek Bezen Perrot podczas II wojny światowej.

## Życiorys
Ukończył École Normale w miejscowości Quimper, po czym podjął pracę jako nauczyciel w szkole podstawowej. W 1938 roku wstąpił do nacjonalistycznej Bretońskiej Partii Narodowej (PNB). Wkrótce został też członkiem paramilitarnych bojówek Kadervenn. Uczestniczył w tym samym roku w tajnych ćwiczeniach wojskowych członków Kadervenn w rejonie miejscowości Lanvaux na południu Bretanii. W latach 1941–1942 wraz z Yannem Arem Begem był autorem artykułów propagandowych pod pseudonimem "Mab Ivi" w pismach "l'Heure Bretonne" i "Arvor". Jednocześnie został członkiem bojówek reaktywowanej PNB Bagadoù Stourm. W grudniu 1943 roku wstąpił do kolaboracyjnej formacji zbrojnej Bezen Perrot pod dowództwem Célestina Lainé’a, zwalczającej komunistyczną i gaullistowską partyzantkę. Został dowódcą 2 sekcji. Wobec zbliżających się wojsk alianckich zbiegł latem 1944 roku do Niemiec.
Po zakończeniu wojny wraz z kilkoma towarzyszami broni przedostał się do Irlandii. W 1950 roku rozpoczął studia na uniwersytecie w Dublinie. Pracował w narodowej służbie meteorologicznej. W 1959 roku wraz z Yannem Fouérém rozpoczął wydawać pismo "Breton News" (przemianowane w 1972 roku na "Carn"), skierowane do bretońskich działaczy narodowych na emigracji. W 1961 roku wraz z Y. Fouérém i kilkoma działaczami walijskiej Plaid Cymru współtworzył Ligę Celtycką, mającą promować i koordynować ruchy narodowe ze wszystkich krajów celtyckich. Objął funkcję sekretarza generalnego, a następnie sekretarza do spraw zagranicznych, prowadząc kontakty z diasporą celtycką na całym świecie. W 1980 roku powrócił do Bretanii, po śmierci C. Lainé’a. W latach 90. opowiadał się za federacją narodów celtyckich w ramach Unii Europejskiej.
Alan Heusaff był też lingwistą, jednym z głównych badaczy akademickich języka bretońskiego. Był autorem pierwszego słownika w jęz. bretońskim "Geriaoueg Sant-Ivi". W latach 1962–1973 publikował swoje prace w piśmie "Hor Yezh".